# (4101) Ruikou
(4101) Ruikou est un astéroïde de la ceinture principale.

## Description
(4101) Ruikou est un astéroïde de la ceinture principale. Il fut découvert le 8 février 1988 à Geisei par Tsutomu Seki. Il présente une orbite caractérisée par un demi-grand axe de 2,70 UA, une excentricité de 0,11 et une inclinaison de 8,7° par rapport à l'écliptique.

## Compléments